# Rolls-Royce Sweptail
Rolls-Royce Sweptail – samochód osobowy klasy luksusowej typu one-off wyprodukowany pod brytyjską marką Rolls-Royce w 2017 roku.

## Historia i opis modelu

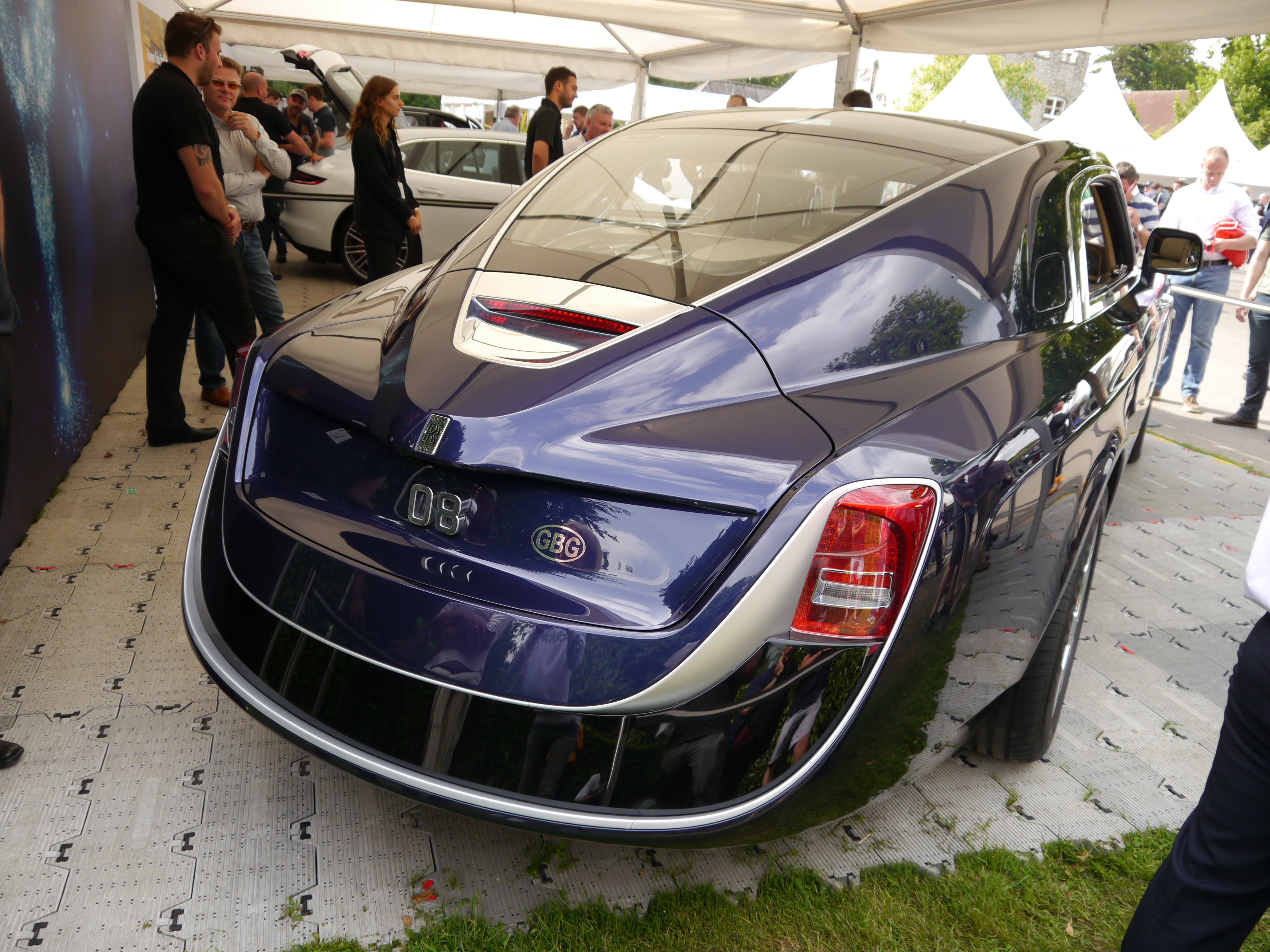
Rolls-Royce Sweptail – tył

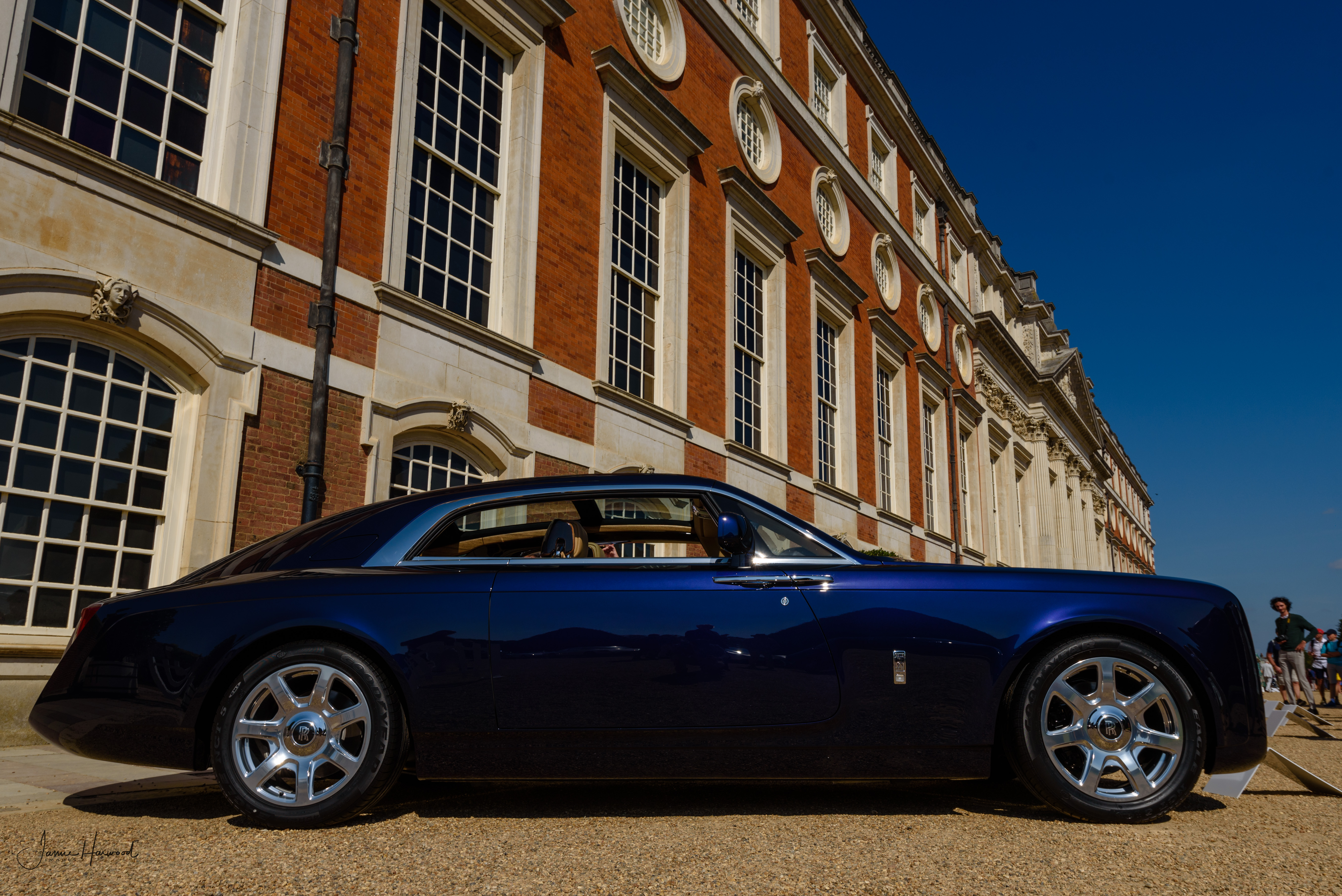
Rolls-Royce Sweptail – sylwetka

W 2013 roku Rolls-Royce rozpoczął prace nad kolejnym w swojej nowożytnej historii, po przedstawionym w 2008 roku Hyperionie, samochodem zbudowanym specjalnie na indywidualne zamówienie klienta. Trwający kolejne 4 lata proces konstrukcyjny kosztował ok. 12 milionów dolarów i opierał się na pomyśle, jaki przedstawił brytyjskiej manufakturze zlecający wykonanie modelu klient – specjalista od jachtów oraz lotnictwa.
Rolls-Royce Sweptail został oficjalnie przedstawiony w maju 2017 roku podczas wydarzenia Concorso d'Eleganza Villa d'Este we Włoszech. Za bazę konstrukcyjną wykorzystano model Phantom Coupé, wykorzystując jego płytę podłogową, a także panele nadwozia jak m.in. drzwi, reflektory czy deskę rozdzielczą.
Unikalnymi dla modelu Sweptail cechami stała się smukła sylwetka z łagodnie opadającą ku krawędzi zderzaka linia dachu z obszerną tylną szybą obejmującą także dach, a także opływowo ukształtowane nadwozie inspirowane luksusowymi jachtami.
Rolls-Royce Sweptail wyposażony został w 6,75-litrowy dwunastocylindrowy silnik typu V12, który rozwija moc 453 KM. Pojazd rozwija 100 km/h w 4,9 sekundy i rozpędza się maksymalnie do 250 km/h. Silnik umieszczono z przodu, a napęd przenoszony jest na tylną oś.

### Sprzedaż
Jako samochód zbudowany na specjalne zamówienie klienta indywidualnego, Rolls-Royce Sweptail zbudowany został tylko w jednej sztuce. W momencie premiery samochód wyróżnił się ceną, za którą został on nabyty przez zlecającego jego stworzenie właściciela. Wyniosła ona ok. 13 mln dolarów, będąc przez to najdroższym nowym samochodem na świecie. Rekord ten pobiło Bugatti La Voiture Noire dwa lata później, które w kwietniu 2019 roku sprzedano anonimowemu nabywcy za 18,7 mln dolarów.

### Silnik
- V12 6.75l 453 KM